# فانيسا جرافينا
فانيسا جرافينا (بالإيطالية: Vanessa Gravina)‏ هي ممثلة إيطالية، ولدت في 4 يناير 1974 بميلانو في إيطاليا.

## وصلات خارجية
- فانيسا جرافينا على موقع IMDb (الإنجليزية)
- فانيسا جرافينا على موقع ألو سيني (الفرنسية)
- فانيسا جرافينا على موقع أول موفي (الإنجليزية)
- فانيسا جرافينا على موقع قاعدة بيانات الفيلم (الإنجليزية)
- فانيسا جرافينا على موقع كينوبويسك (الروسية)